# Treball col·laboratiu a l'aula
El treball cooperatiu a l'aula és la capacitat dels alumnes per aprendre a treballar cooperativament amb els altres i la clau per construir i mantenir matrimonis, famílies, carreres i amistats estables.
Ser capaç de realitzar habilitats com llegir, parlar, escoltar, escriure o resoldre problemes és quelcom valuós però poc útil si la persona no pot aplicar aquestes habilitats en una interacció cooperativa amb les altres persones al treball, amb la família i als entorn comunitaris.
La manera més lògica d'emfatitzar l'ús del coneixement i les habilitats dels alumnes en un marc cooperatiu tal com hauran de fer quan siguin membres adults de la comunitat, és dedicar molt de temps en l'aprenentatge de les habilitats en les relacions cooperatives amb els altres.

## Eixos bàsics del treball col·laboratiu
- Interdependència positiva

Hi ha consciència que l'èxit de cadascú depèn de l'èxit dels altres
- Interacció cara a cara

Cada alumne ha de comunicar els seus resultats i els companys l'han de poder valorar. Com més decisions s'hagin de prendre, més interaccions hi haurà.
- Responsabilitat individual

Cada alumne és responsable d'una part de la tasca del grup.
- Destreses socials

Tasques: comunicació, presa de decisions, valoració mútua...

## Normes de grup pel treball cooperatiu
1. Compartir-ho tot
2. Demanar la paraula
3. Acceptar les decisions de la majoria
4. Ajudar els companys
5. Demanar ajuda quan calgui
6. Fer les feines que em toquin
7. No rebutjar l'ajut d'un company
8. Participar en les tasques i activitats de l'equip
9. Complir i fer complir les normes
10. Treballar en silenci, o en veu baixa si cal parlar